# 朋友的朋友
朋友的朋友是一種人際關係，是指兩個原本不認識的人因為雙方都有一個共同的朋友而有交情。例如B同时是A和C的朋友时，C也成為A的朋友的朋友。不過朋友的朋友未必是自己的朋友。